# 南阿蘇中継局

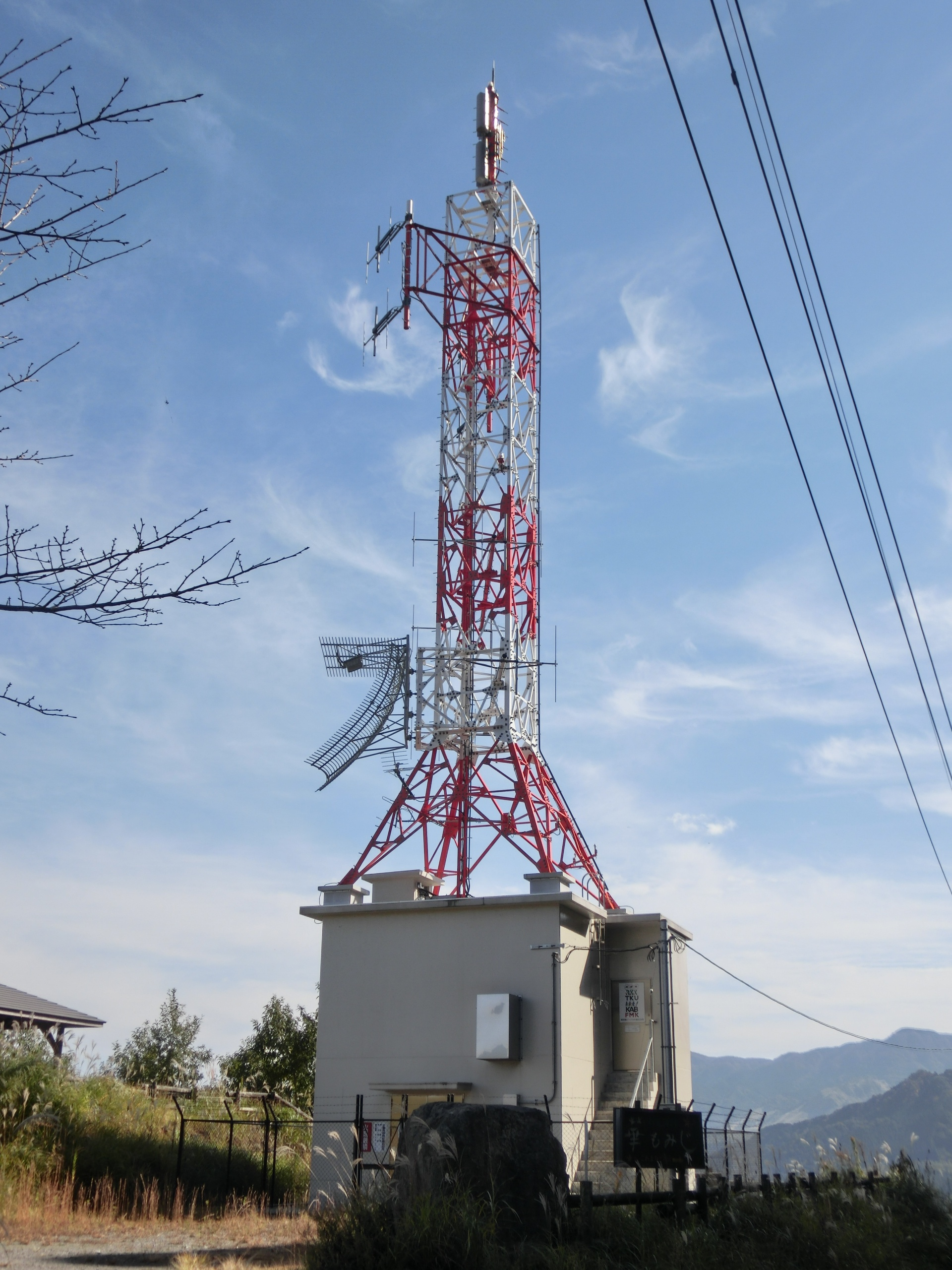
観音桜展望台（阿蘇南外輪山）にあるテレビ・FMラジオ放送の中継局。2019年撮影。

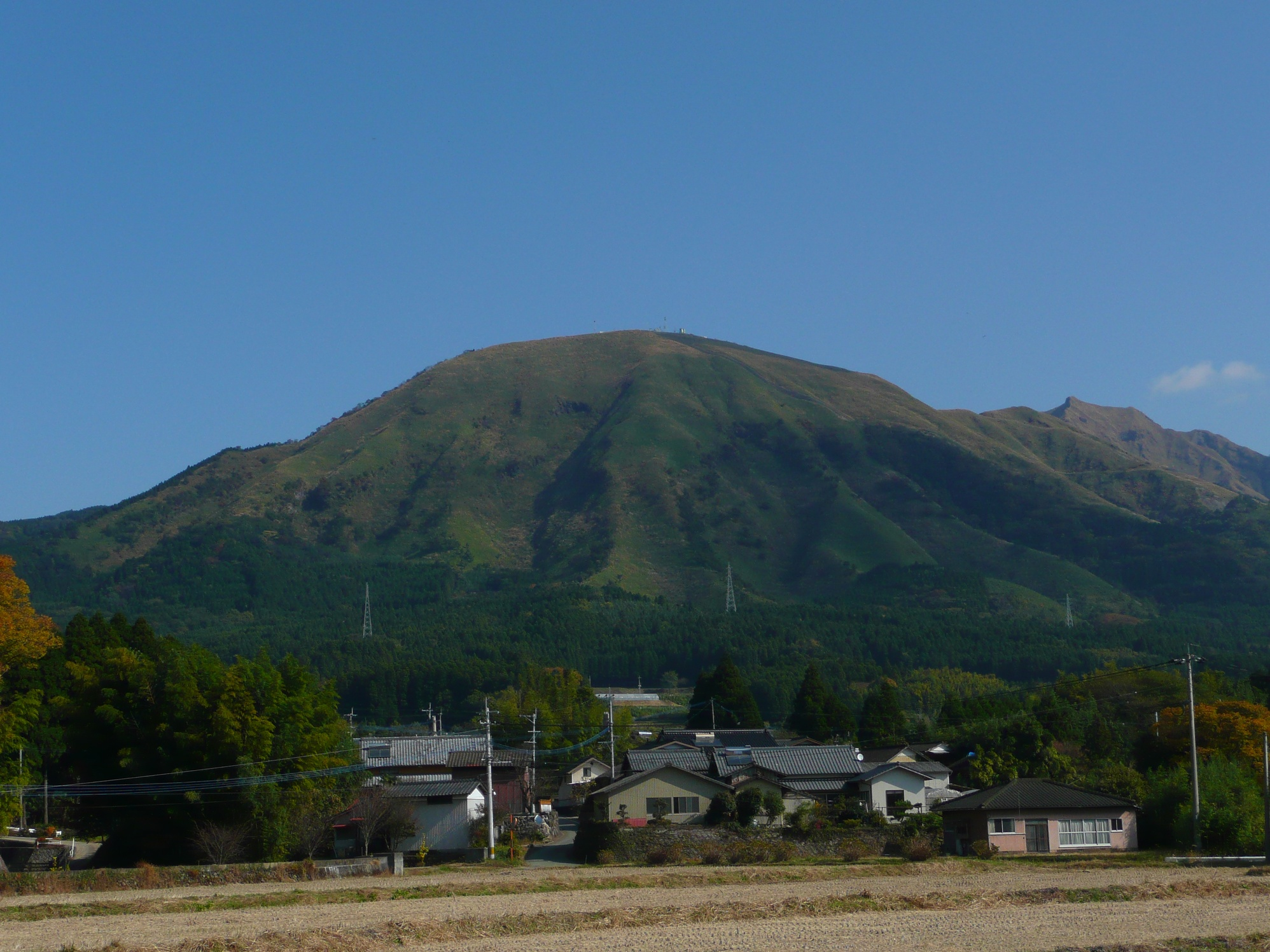
2016年までテレビ・FMラジオ放送の送信所が置局されていた夜峰山（阿蘇山中央火口丘）。2009年撮影。

南阿蘇中継局（みなみあそちゅうけいきょく）は、日本の熊本県阿蘇郡南阿蘇村の各所にある、放送局の中継局。1980年代半ばまでは南阿蘇地域（南郷谷）の中心地である高森町から、『高森中継局』と呼ばれていた。

## 概要
テレビ放送とFMラジオ放送の中継局は阿蘇山の一峰である夜峰山（よみねやま）の山頂にあったが、平成28年熊本地震による山麓崩壊のため放送継続が困難となり、阿蘇南外輪山の観音桜展望所付近に設置された予備送信所へ移転し、2007年11月27日より観音桜展望所に新設された恒久施設を運用している。また、AMラジオ放送の中継局はカルデラ盆地の南郷谷にある。テレビ放送とFMラジオ放送は、熊本県内の放送局が親局を設置している金峰山からの電波を中継する（夜峰山に置局されていた2016年まで）。南郷谷では阿蘇南外輪山の俵山などがあるため、金峰山からの電波を良好に受信するのが困難である。
夜峰山からの主な放送エリアは南郷谷のほぼ全域（南阿蘇村と高森町の一部）と阿蘇市赤水地区。電波自体は熊本市や南関町付近にも届いており、総務省が公表した「アナログ放送中継局に対応するデジタル放送中継局一覧」では立田山中継局（熊本市）や南関中継局（南関町）、鍋田中継局（山鹿市）の受信エリア内で「受信するに相応しいデジタル中継局」として南阿蘇中継局が記載されていた。
予備送信所の放送区域には阿蘇市赤水地区が含まれないが、同地区は阿蘇中継局によりカバーされている。
2017年11月27日午前11時に、仮設中継局がある観音桜展望所（南阿蘇村、河陰地区）に本局が運用開始（チャンネルは、変更なし）。旧南阿蘇デジタル中継局は3Wであったが観音桜展望所は夜峰山より低い場所になるために10Wに増力（FMラジオは10Wで変更なし）。夜峰山と観音桜展望所は位置が異なることから、受信地域によっては大幅にアンテナの向きを変える必要がある。

### 熊本地震への対応

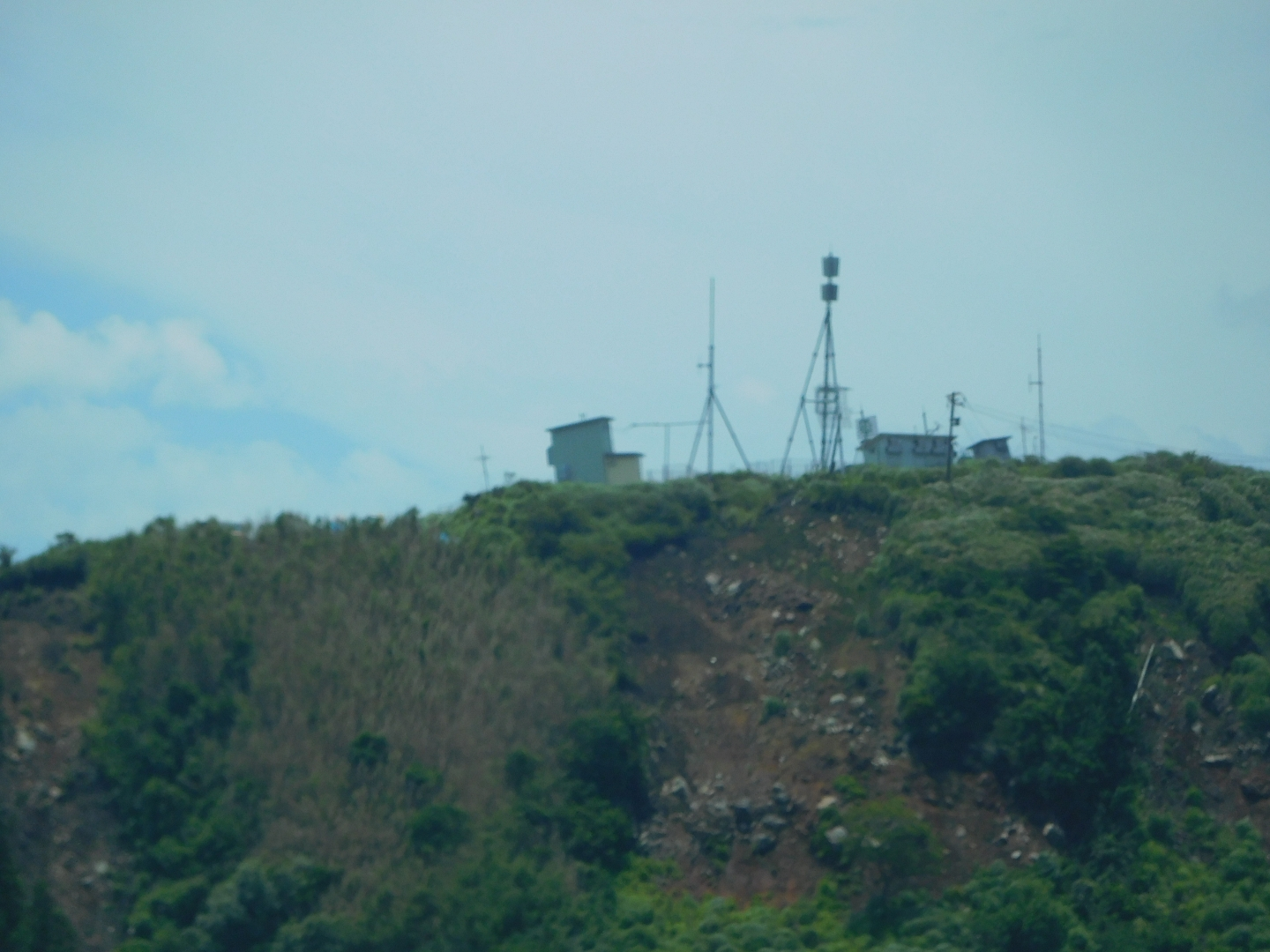
熊本地震で被災した夜峰山のテレビ・FM中継局（2018年6月撮影）

夜峰山のデジタルテレビ中継局（FMラジオ中継局）は、2016年（平成28年）4月の熊本地震で倒壊したため、観音桜公園展望所の駐車場（南阿蘇村、河陰地区）に新たに中継局を建設した(夜峰山山頂まで道路の崩壊と土砂崩れの影響で工事車両が通行不可能だったため）。2017年（平成29年）11月27日午前11時より運用開始。地震倒壊前の夜峰山からは3ワットであったが、観音桜公園展望所は標高の低い場所になるために10ワットに増力（FMラジオは、10ワットで変更なし）。FMラジオ共に垂直偏波での送信。夜峰山の旧南阿蘇中継局は、2018年（平成30年）9月末に取り壊された。
熊本地震後、観音桜公園展望所の仮設の中継局から3ワットで送信していたが、標高が低いこともあり高森町の一部地域で受信状態が良好でなかったために同地区のらくだ山公園にも仮設の中継局（3ワット）を設置。2017年（平成29年）3月末に南阿蘇村テレビ共同受信組合が仮設の中継局のやや高いところに送信設備（3ワット）を建設した。垂直偏波での送信。NHK熊本が、南阿蘇村テレビ共同受信組合の送信設備のやや低い場所に南阿蘇高森デジタルテレビ中継局（3ワット）を建設した。2018年（平成30年）3月13日より送信開始。垂直偏波での送信。民放各社は南阿蘇村テレビ共同受信組合が建設した送信設備からの送信となる。

## 年表
- 1964年10月1日 - 熊本放送（RKK）とNHK熊本放送局（総合・教育）が夜峰山にテレビ中継局を設置[8]。当時の中継局名は『高森』であった[9]。RKKは当初から10chであったが、NHK総合は8ch、NHK教育は1chを使用していた[10]。
- 1969年9月20日 - テレビ熊本（TKU）が当地に中継局を設置。
- 1969年11月30日には、NHK熊本放送局がNHK-FM放送の中継局を開局
- 1982年3月28日 - 熊本県民テレビ（KKT）が開局と同時に「高森中継局」として設置[11]。この時点でNHK総合は12ch、NHK教育は1chであった[12]。
- 1987年4月14日 - エフエム熊本（FMK、当時の社名はエフエム中九州）が予備免許を取得（阿蘇中継局と同時）[13]。
- 1987年7月1日 - FMKが試験電波を発射（阿蘇中継局と同時）[13]。
- 1987年7月9日 - FMKが本免許を取得（阿蘇中継局と同時）[13]。
- 1987年7月10日 - FMKが「南阿蘇中継局」として設置（阿蘇中継局と同時）[14]。
- 1988年5月11日 - テレビ各局・NHK-FMの中継局名を現在の局名に変更[15]。
- 1989年9月22日 - 熊本朝日放送（KAB）が開局と同時に「南阿蘇中継局」として設置[16]。
- 1991年9月28日 - RKKがAMラジオ中継局を設置。
- 2000年1月17日 - NHK教育テレビ（アナログ）の送信チャンネルが変更される[15]。
- 2002年3月25日 - NHKラジオ第一放送が開局[17]。
- 2008年5月8日 - 地上デジタル放送の中継局に対して予備免許を交付。
- 2008年5月12日 - 地上デジタル放送の試験放送開始。
- 2008年5月27日 - 地上デジタル放送の中継局に対して本免許を交付。
- 2008年6月1日 - 地上デジタル放送の本放送開始。当時は夜峰山から3Wでの送信。
- 2011年7月24日 - アナログテレビ放送を廃止。
- 2016年4月19日 - 平成28年熊本地震による被災状況を踏まえ、NHKの地上デジタル放送及びFM放送について、九州総合通信局が設置場所の変更（観音桜展望所付近への予備送信所の追加）を許可[18]。
- 2016年5月2日 - 平成28年熊本地震による被災状況を踏まえ、民放テレビ4社及びエフエム熊本について、九州総合通信局が設置場所の変更（観音桜展望所付近への予備送信所の追加）を許可、併せてNHKの地上デジタル放送及びFM放送についても同じ場所への変更を許可[6]。
- 2016年5月9日 - エフエム熊本が観音桜展望所付近の予備送信所からの送信に変更[5][19]。
- 2016年5月16日 - 午前11時頃に民放テレビ4社が観音桜展望所付近の予備送信所からの送信に変更[2][3][4][19]。
- 2016年5月18日 - NHK（テレビ・FM）が予備送信所からの送信に切り替え[19]。
- 2017年6月9日 - 平成29年総務省告示第195号により基幹放送用周波数使用計画が変更、テレビ各局の南阿蘇中継局が追加される。送信出力の10Wへの増力に備えた変更となる[20]。
- 2017年11月27日 - 観音桜展望所（南阿蘇村河陰）に整備された恒久施設を11時より運用開始。同時にテレビ各局は送信出力を3Wから10Wに増力。

## チャンネル

### アナログテレビ放送
テレビ熊本（親局はUHF）がVHFで設置していたことや、NHKが総合テレビとしては数少ない12ch（他には福井県の南条テレビ中継局などがある）を使用していたことなどの特徴があった。
| 放送局名              | チャンネル | 空中線電力               | ERP                           | 放送対象地域 | 放送区域内世帯数 | 無線局免許状情報 |
| --------------------- | ---------- | ------------------------ | ----------------------------- | ------------ | ---------------- | ---------------- |
| テレビ熊本（TKU）     | 4          | 映像10W（6W） /音声2.5W  | 映像15.5W（9.3W） /音声3.9W   | 熊本県       | 7,116世帯        | [ 21 ]           |
| NHK熊本教育           | 6          | 映像10W（6W） /音声2.5W  | 映像17.5W （10.5W） /音声4.3W | 全国放送     | 11,619世帯       | [ 22 ]           |
| 熊本放送（RKK）       | 10         | 映像10W（6W） /音声2.5W  | 映像14W（8.2W） /音声3.5W     | 熊本県       | 6,707世帯        | [ 23 ]           |
| NHK熊本総合           | 12         | 映像10W（6W） /音声2.5W  | 映像17.5W（10.5W） /音声4.3W  | 熊本県       | 11,619世帯       | [ 24 ]           |
| 熊本朝日放送（KAB）   | 29         | 映像30W（18W） /音声7.5W | 映像81W （48W） /音声20W      | 熊本県       | 5,702世帯        | [ 25 ]           |
| 熊本県民テレビ（KKT） | 31         | 映像30W（18W） /音声7.5W | 映像81W （48W） /音声20W      | 熊本県       | 6,707世帯        | [ 26 ]           |

### デジタルテレビ放送
| ID | 放送局名           | チャンネル | 空中線電力 | ERP | 放送対象地域 | 放送区域内世帯数 | 運用開始日   |
| -- | ------------------ | ---------- | ---------- | --- | ------------ | ---------------- | ------------ |
| 1  | NHK 熊本総合       | 20         | 10W        | 68W | 熊本県       | 5,951世帯        | 2008年6月1日 |
| 2  | NHK 熊本教育       | 18         | 10W        | 68W | 全国放送     | 5,951世帯        | 2008年6月1日 |
| 3  | RKK 熊本放送       | 21         | 10W        | 68W | 熊本県       | 5,951世帯        | 2008年6月1日 |
| 4  | KKT 熊本県民テレビ | 25         | 10W        | 68W | 熊本県       | 5,951世帯        | 2008年6月1日 |
| 5  | KAB 熊本朝日放送   | 27         | 10W        | 68W | 熊本県       | 5,951世帯        | 2008年6月1日 |
| 8  | TKU テレビ熊本     | 23         | 10W        | 68W | 熊本県       | 5,951世帯        | 2008年6月1日 |

- 2017年11月27日午前11時に運用開始の新中継局（設置場所：観音桜展望所）は、10Wに増力。
- 移転前のERPについては、民放が6W・NHKが8.1W。

### FMラジオ放送
| 周波数 （MHz） | 放送局名         | 空中線電力 | ERP | 放送対象地域 | 運用開始日 |
| -------------- | ---------------- | ---------- | --- | ------------ | ---------- |
| 76.8           | FMK エフエム熊本 | 10W        | 58W | 熊本県       |            |
| 83.8           | NHK 熊本FM       | 10W        | 58W | 熊本県       |            |

- ERPについては、平成28年熊本地震による被災前（設置場所：夜峰山）は10.5W。
- 2017年11月27日午前11時に運用開始の新中継局（設置場所：観音桜展望所）は10Wで、変更なし。

### AMラジオ放送
白川の南、南阿蘇村両併に設置されている。
| 周波数 （KHz） | 放送局名     | 空中線電力 | 放送対象地域 | 運用開始日 |
| -------------- | ------------ | ---------- | ------------ | ---------- |
| 1026           | NHK 熊本第1  | 100W       | 熊本県       |            |
| 1197           | RKK 熊本放送 | 100W       | 熊本県       |            |

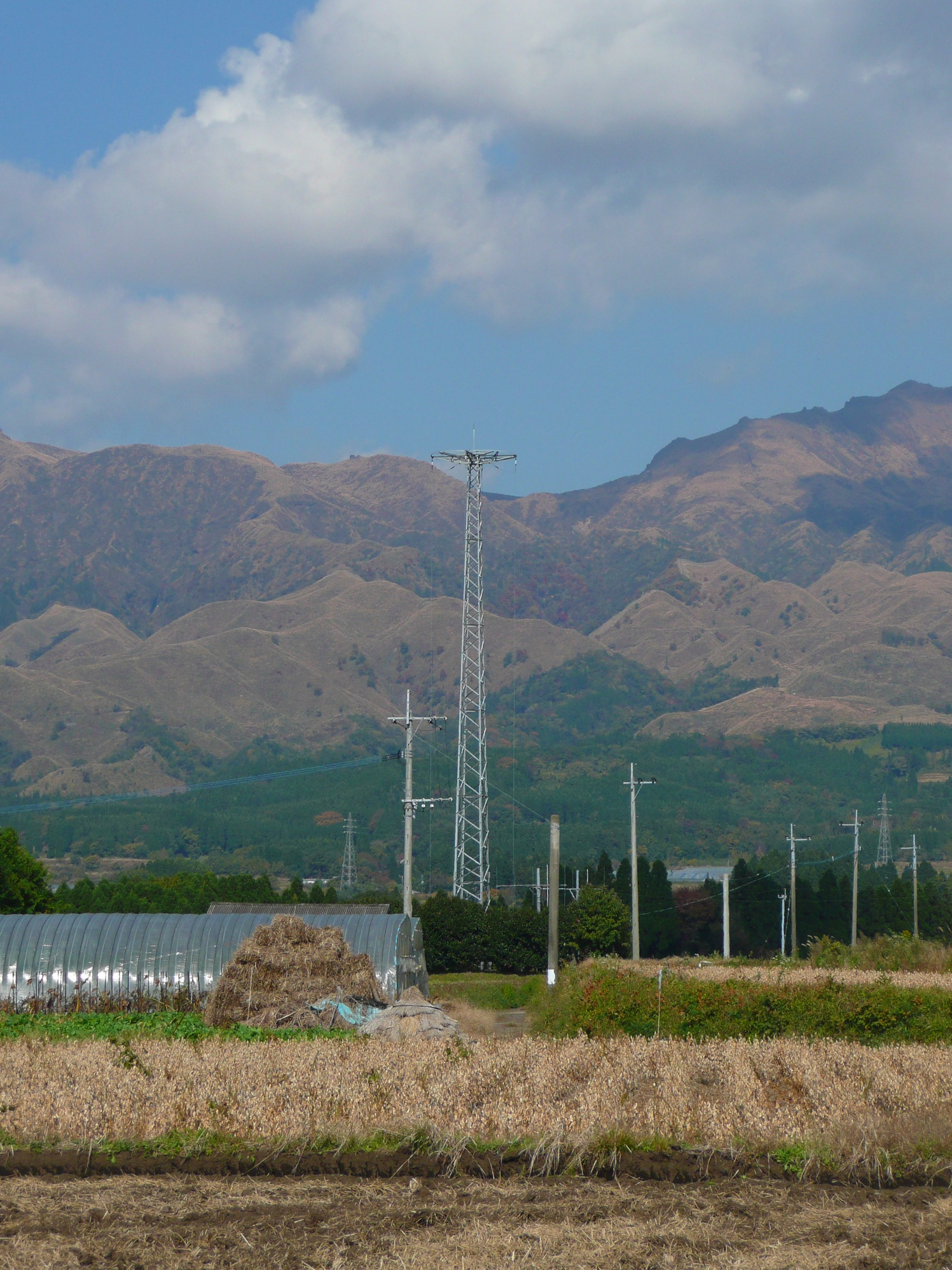
RKKラジオ
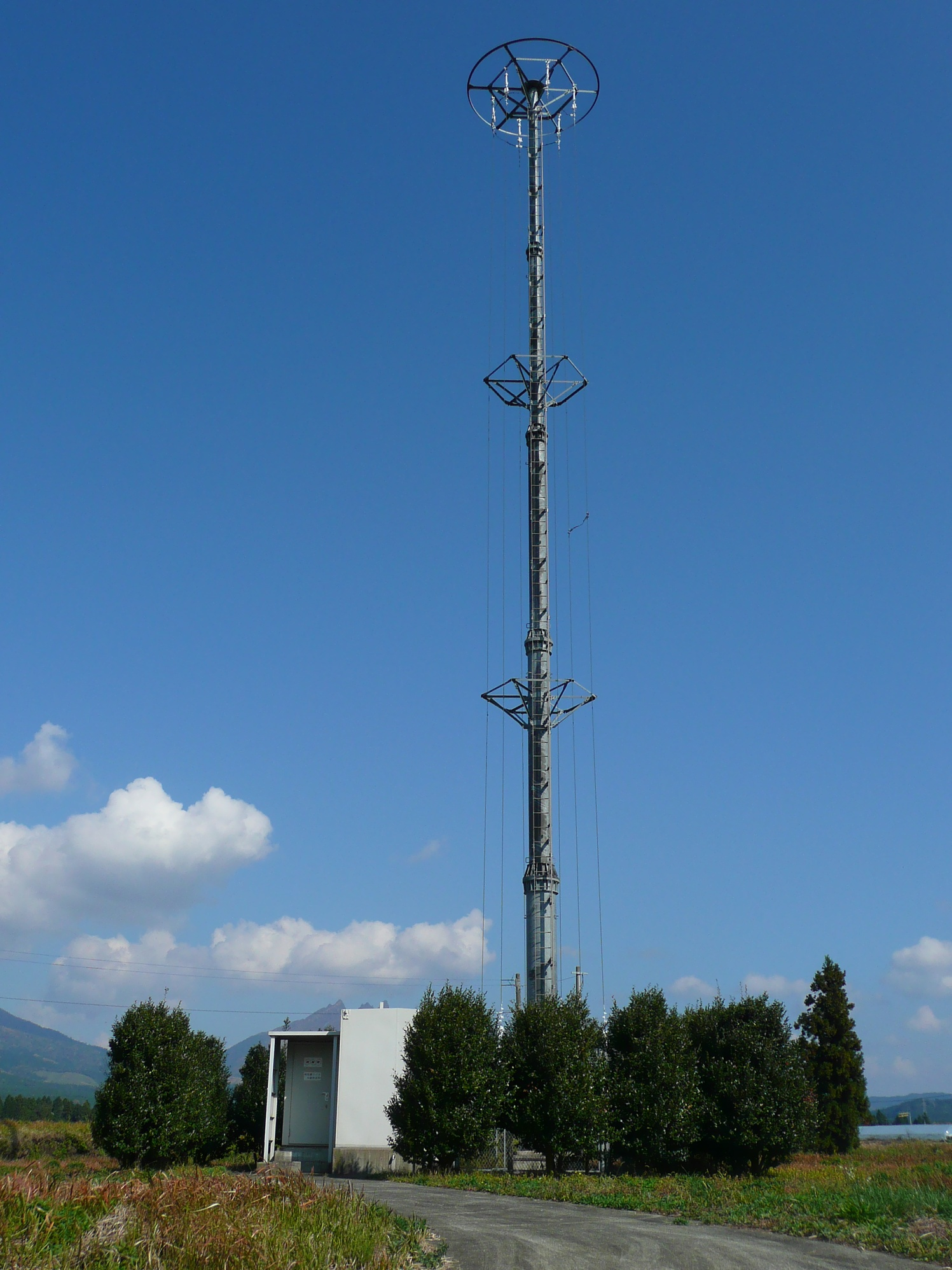
NHK（南阿蘇ラジオ中継放送所）

## 参考資料
- 『全国テレビジョン・FM・ラジオ放送局一覧』NHKアイテック、2002年。
  - 2002年3月31日現在のアナログテレビ・FMラジオ・AMラジオ中継局のデータを掲載。
- “熊本県阿蘇地区の地上デジタルテレビジョン放送局に予備免許 - 南阿蘇、阿蘇及び阿蘇北デジタル中継局 本年6月1日開局予定 -”.   九州総合通信局 (2008年5月8日). 2009年1月13日時点のオリジナルよりアーカイブ。2016年4月20日閲覧。
- “アナログ放送中継局に対応するデジタル放送中継局一覧”.   地上デジタル推進全国会議（総務省）. 2009年1月13日時点のオリジナルよりアーカイブ。2016年4月20日閲覧。
- 『無線局免許情報検索』総務省。無線局免許状の一部内容が閲覧できる。